# Néstor Rossi
Néstor Rossi (Buenos Aires, 10 mei 1925 – aldaar, 13 juni 2007) was een Argentijnse voetballer. 
Rossi begon zijn carrière bij River Plate en won twee titels met deze club. Later keerde hij er nog terug om er nog drie titels te winnen. Van 1949 tot 1955 speelde hij voor het Colombiaanse Millonarios. Aan de zijde van andere stervoetballers als Adolfo Pedernera en Alfredo Di Stéfano won hij vier landstitels, de beker en de kleine wereldbeker in 1953. 
Met het nationale elftal won hij in 1947 en 1958 de Copa América. 